# Phlegopsis erythroptera
El hormiguero alirrojo (Phlegopsis erythroptera), también denominado hormiguero pavo (en Colombia), hormiguero ojipelado (en Venezuela), carirrosa alirrojiza (en Ecuador), ojo-pelado de ala rojiza (en Perú) u hormiguero de alas rojizas, es una especie de ave paseriforme de la familia Thamnophilidae perteneciente al género Phlegopsis. Es nativo de la cuenca amazónica de América del Sur.

## Distribución y hábitat
Se distribuye desde el este de Ecuador, sur y este de Colombia y suroeste de Venezuela hasta el noroeste de la Amazonia brasileña, y hacia el sur por el este de Perú, hasta el noroeste de Bolivia y suroeste de la Amazonia brasileña.
Esta especie es considerada poco común en su hábitat natural: el sotobosque de selvas húmedas amazónicas de terra firme, por debajo de los 750 m de altitud.

## Descripción
Mide 18,5 cm de longitud. El macho presenta una amplia área ocular de piel desnuda de color rojo brillante; tiene la mayoría el plumaje negro, con franjas blancas delgadas en el dorso, la grupa y las coberteras alares. El plumaje de la hembra es castaño rufo, con las alas y la cola negruzcas y bandas color ante en las alas; su área ocular roja es pequeña.

## Alimentación
Se alimenta de insectos. Sigue a las hormigas guerreras para atrapar las presas que huyen de ellas.

## Sistemática

### Descripción original
La especie P. erythroptera fue descrita por primera vez por el naturalista británico John Gould en 1855 bajo el nombre científico Formicarius erythropterus; la localidad tipo es «interior de la Guayana británica; error = Río Negro, Brasil».

### Etimología
El nombre genérico femenino «Phlegopsis» se compone de las palabras del griego «phlox, phlogos» que significa ‘llama’, y «opsis» que significa ‘rostro’, ‘cara’; y el nombre de la especie «erythroptera», se compone de las palabras del griego «eruthros» que significa ‘rojo’ y «pteros» que significa ‘de alas’.

### Taxonomía
Ocasionalmente intergrada con Phlegopsis nigromaculata. La forma descrita como P. barringeri Meyer de Schauensee, 1951 (hormiguero de Argus) se ha demostrado ser un híbrido entre ambas.

### Subespecies
Según las clasificaciones del Congreso Ornitológico Internacional (IOC) y Clements Checklist/eBird, se reconocen cuatro subespecies, con su correspondiente distribución geográfica:
- Phlegopsis erythroptera erythroptera (Gould, 1855) – sureste de Colombia (al sur desde Meta y Guainía) y suroeste de Venezuela (sur de Amazonas) al sur hasta el este de Ecuador, noreste de Perú (Loreto) y noroeste de la Amazonia brasileña (al este hasta ambas márgenes del alto y al oeste del bajo río Negro).
- Phlegopsis erythroptera ustulata Todd, 1927 – este de Perú (localmente en la margen sur del río Amazonas en Loreto, y en Ucayali), suroeste de la Amazonia brasileña (Amazonas al este hasta el río Madeira) y extremo noroeste de Bolivia (noroeste de Pando).